# Programmeringsolympiaden
Programmeringsolympiaden, Internationella programmeringsolympiaden, International Olympiad of Informatics (IOI), är en årlig internationell tävling för ungdomar upp till och med gymnasienivå, som tävlar i att skapa datorprogram som löser olika problemställningar av praktisk eller matematisk karaktär. IOI är en av de internationella vetenskapsolympiaderna.
Varje deltagande land skickar upp till fyra deltagare som tagits ut i någon form av nationell kvalificeringstävling. I Sverige kallas också kvalificeringstävlingen för Programmeringsolympiaden.
Under olympiaden tävlar man under två tävlingsdagar, med c:a tre till fyra uppgifter vardera dagen. För att uppnå full poäng på en uppgift måste man konstruera ett program som ger korrekt resultat med alla uppsättningar av testdata och som dessutom exekveras (körs) inom den uppsatta maximitiden (som kan röra sig om bråkdelar av en sekund). 
Den första tävlingen hölls 1989 i Bulgarien, och Sverige deltog för första gången 1990. Vid de senaste årens tävlingar har närmare 300 tävlande från över 70 länder deltagit. År 2003 nådde Sverige sitt bästa resultat någonsin med två guldmedaljer och två silvermedaljer. Sverige har även placerat sig på en delad förstaplats två gånger, 1992 och 1993.

## Tävlingar
De senaste åren har olympiaden arrangerats i:
| Nummer | År   | Datum                    | Värdland                   | Värdstad                 |
| ------ | ---- | ------------------------ | -------------------------- | ------------------------ |
| 1      | 1989 | 16–19 maj                | Bulgarien                  | Pravets                  |
| 2      | 1990 | 15–21 juli               | Vitryssland, Sovjetunionen | Minsk                    |
| 3      | 1991 | 19–25 maj                | Grekland                   | Aten                     |
| 4      | 1992 | 11–21 juli               | Tyskland                   | Bonn                     |
| 5      | 1993 | 16–25 oktober            | Argentina                  | Mendoza                  |
| 6      | 1994 | 3–10 juli                | Sverige                    | Haninge kommun           |
| 7      | 1995 | 26 juni – 3 juli         | Nederländerna              | Eindhoven                |
| 8      | 1996 | 25 juli – 2 augusti      | Ungern                     | Veszprém                 |
| 9      | 1997 | 30 november – 7 december | Sydafrika                  | Kapstaden                |
| 10     | 1998 | 5–12 september           | Portugal                   | Setúbal                  |
| 11     | 1999 | 9–16 oktober             | Turkiet                    | Antalya-Belek            |
| 12     | 2000 | 23–30 september          | Kina                       | Beijing                  |
| 13     | 2001 | 14–21 juli               | Finland                    | Tammerfors               |
| 14     | 2002 | 18–25 augusti            | Sydkorea                   | Yong-In                  |
| 15     | 2003 | 16–23 augusti            | USA                        | Kenosha, Wisconsin       |
| 16     | 2004 | 11–18 september          | Grekland                   | Aten                     |
| 17     | 2005 | 18–25 augusti            | Polen                      | Nowy Sącz                |
| 18     | 2006 | 13–20 augusti            | Mexiko                     | Mérida, Yucatán          |
| 19     | 2007 | 15–22 augusti            | Kroatien                   | Zagreb                   |
| 20     | 2008 | 16–23 augusti            | Egypten                    | Cairo                    |
| 21     | 2009 | 8–15 augusti             | Bulgarien                  | Plovdiv                  |
| 22     | 2010 | 14–21 augusti            | Kanada                     | Waterloo, Ontario        |
| 23     | 2011 | 22–29 juli               | Thailand                   | Pattaya                  |
| 24     | 2012 | 23–30 september          | Italien                    | Sirmione och Montichiari |
| 25     | 2013 | 6–13 juli                | Australien                 | Brisbane                 |
| 26     | 2014 | 13–20 juli               | Taiwan                     | Taipei                   |
| 27     | 2015 | 26 juli – 2 augusti      | Kazakstan                  | Almaty                   |
| 28     | 2016 | 12–19 augusti            | Ryssland                   | Kazan                    |
| 29     | 2017 | 28 juli – 4 augusti      | Iran                       | Teheran                  |
| 30     | 2018 | 1–8 september            | Japan                      | Tsukuba                  |
| 31     | 2019 | 4–11 augusti             | Azerbajdzjan               | Baku                     |
| 32     | 2020 | 13–19 september          | Singapore                  | uppkopplad               |
| 33     | 2021 | 19–25 juni               | Singapore                  | uppkopplad               |
| 34     | 2022 | 7–15 augusti             | Indonesien                 | Yogyakarta               |
| 35     | 2023 | 28 augusti – 4 september | Ungern                     | Szeged                   |
| 36     | 2024 | 1–8 september            | Egypten                    | Alexandria               |
| 37     | 2025 | 27 juli – 3 augusti      | Bolivia                    | Sucre                    |
| 38     | 2026 | 9–16 augusti             | Uzbekistan                 | Tasjkent                 |
| 39     | 2027 |                          | Tyskland                   | Potsdam                  |